# Can Torns
Can Torns o Can Fàbregas de la Plaça és un edifici del municipi de l'Ametlla del Vallès (Vallès Oriental) que forma part de l'Inventari del Patrimoni Arquitectònic de Catalunya.

## Descripció
És una antiga masia situada a prop de l'església. A la façana de migdia es troba una finestra de tipus conopial feta de carreu, de forma més aviat allargada amb un petit ampit de pedra. L'arc té decoració de traceria simulant fulles. A les impostes hi ha també decoració vegetal (flors molt estilitzades) amb sengles carotes al vèrtex de la imposta.
A l'angle de l'arc hi ha un escut de Barcelona en relleu.
El mas Fàbregas de la Plaça està inclòs a la talla de 1656, document conservat a l'arxiu de la Baronia de Montbui (Hemeroteca de Granollers), dins la sisena categoria.